# Lollipop (chanson de Mika)
Pour les articles homonymes, voir Lollipop.
Singles de Mika
Happy Ending
(2007)
Pistes de Life in Cartoon Motion
Grace Kelly My Interpretation
Lollipop est une chanson du chanteur Mika extrait de son premier album, Life in Cartoon Motion. Elle fut commercialisée le 31 décembre 2007 en single au Royaume-Uni en tant que double Face A, ce qui veut donc dire que l'on retrouve le titre Relax, Take It Easy simultanément sur le même CD. Il fut également disponible au téléchargement légal dès le 24 décembre 2007.
Le titre ayant été avant même de faire l'objet d'une sortie en single, très téléchargé à l'époque de la sortie de l'album, il s'était donc déjà retrouvé classé dans le top75 britannique. Cela a été rendu possible par la nouvelle classification des ventes au Royaume-Uni qui inclut les téléchargements dans le calcul des ventes sans tenir compte d'une sortie physique ou pas.
Mika a déclaré dans diverses interviews que ce titre était son préféré de l'album et qu'il l'avait écrite pour sa sœur.
On peut retrouver cette chanson sur Just dance 3

## Clip vidéo
Le clip pour cette chanson est un dessin animé qui met en scène le Petit Chaperon rouge. Réalisé par le collectif français Bonzom, représentés par l'agence Passion Paris, le clip est un hommage à l'imagerie des années 1970 déjà utilisée pour la couverture de l'album de Mika. Réalisé entièrement en animation traditionnelle 2D, Lollipop est le premier cartoon-clip de l'artiste dans lequel il n'apparait pas une seule fois, mais où ses paroles sont reprises par un loup noir. La chute du Petit Chaperon Rouge dans le clip est une référence à Alice au Pays des Merveilles (lorsque celle-ci tombe dans le terrier du Lapin Blanc).

## Formats et liste des pistes

### Single
1. Relax, Take It Easy [New Radio Edit]
2. Lollipop

### Maxi Single
1. Relax, Take It Easy [Radio Edit]
2. Lollipop [Live from L'Olympia Paris]
3. I Want You Back [Live from L'Olympia Paris]
4. Relax, Take It Easy [Dennis Christopher Remix Radio Edit]
5. Lollipop [Fred Deakin's Fredmix]

### Clé USB
1. Relax, Take It Easy [New Radio Edit]
2. Lollipop
3. Relax, Take It Easy [Alpha Beat Remix]
4. Relax, Take It Easy [Frank Musik Mix]
5. Relax, Take It Easy [Ashley Beedle's Castro Vocal Discomix]
6. Relax, Take It Easy [Video - Live In Paris (5.1 Surround)]
7. Lollipop [Video - 16/9 Bunny Action]

## Classement des ventes
| Pays                     | Meilleure position |
| ------------------------ | ------------------ |
| France (Téléchargements) | 41                 |
| Norvège                  | 19                 |
| Suisse                   | 58                 |
| Royaume-Uni              | 20                 |